# Acacia shirleyi
Espèce
Classification phylogénétique
Acacia shirleyi est une espèce de plantes à fleurs du genre Acacia de la famille des Mimosaceae, ou des Fabaceae selon la classification phylogénétique. C'est un arbre endémique en Australie.

## Description
Il peut atteindre 15 mètres de haut et se caractérise par les rainures de son écorce. Les fleurs apparaissent d'avril à juillet.
Il doit son nom au botaniste australien John Shirley (1849-1922)